# Trần Tuần
Trần Tuần (chữ Hán: 陳循, 1385-1461), tự Đức Tuân, hiệu Phương Châu, người Thái Hòa, Giang Tây, một nhân vật chính trị thời Minh.

## Tiểu sử
Ông sinh năm Hồng Vũ thứ 18 (1385). Năm Vĩnh Lạc thứ 13 (1415), Trần Tuần đỗ trạng nguyên khoa Ất Mùi, được Minh Thành Tổ giao cho làm tu soạn.
Năm Hồng Hi thứ 1 (1425) thời Minh Nhân Tông, ông được phong làm thị giảng. Năm Tuyên Đức thứ 1 (1426) thời Minh Tuyên Tông, thụ mệnh trực ở nam cung, ngày ngày làm cố vấn và được phong làm thị giảng học sĩ. Năm Chính Thống thứ 1 (1436) thời Minh Anh Tông ông kiêm chức kinh diên quan. Chẳng lâu sau đó, phong làm hàn lâm viện học sĩ. Năm thứ 9 (1444) vào văn uyên các làm việc.
Thời kỳ Minh Tuyên Tông và đầu thời kỳ trị vì của Minh Anh Tông, mọi công việc triều chính chủ yếu do Tam Dương (Dương Vinh, Dương Sĩ Kỳ và Dương Phổ) chủ quản. Cho đến khi Dương Vinh, Dương Sĩ Kỳ chết thì Trần Tuần cùng Tào Nãi, Mã Du tiếp quản. Anh Tông thấy Dương Phổ đã già nên lệnh cho Trần Tuần cùng dự bàn công việc. Năm 1445, ông được phong làm Hộ bộ hữu thị lang, kiêm học sĩ như cũ.
Năm 1449, sau thất bại của Anh Tông tại trận Thổ Mộc, tình hình triều chính nhà Minh rối loạn. Quan điểm của Trần Tuần là trung dung giữa đánh và hòa. Khi Minh Đại Tông (Cảnh Đế) lên ngôi, ông được phong làm Hộ bộ thượng thư, kiêm chức như cũ. Khi Dã Tiên (Esen Tayisi) của bộ lạc Ngõa Lạt (Oirat) đem quân tấn công Bắc Kinh, ông là người đề xuất ban sắc lệnh kêu gọi kị binh từ các vùng về phòng thủ kinh đô.
Năm Cảnh Thái thứ 2 (1451) thời Minh Đại Tông, ông có tranh chấp với người ở quê về nơi chôn cất vợ. Cấp sự trung Lâm Thông luận tội ông, nhưng hoàng đế không hỏi tới. Tháng 12 năm đó ông phong làm thiếu bảo kiêm Văn Uyên các đại học sĩ, sau lại gia thêm thái tử thái phó rồi thăng làm Hoa Cái điện đại học sĩ, kiêm Văn Uyên các. Ông thường nói với Cảnh Đế về điển tích của đế vương xưa để lấy đó làm gương. Con trai ông là Trần Anh cùng con trai của Vương Văn là Vương Luân dự thi hương tại phủ Thuận Thiên bị đánh hỏng, bèn chỉ trích khảo quan Lưu Nghiễm, Hoàng Gián, bị cấp sự trung Trương Ninh hặc tội nhưng hoàng đế cũng không trị tội ông.
Khi Minh Anh Tông trở lại ngai vàng năm 1457, Vu Khiêm và Vương Văn phải chịu tội chết nhưng Trần Tuần chỉ phải chịu hình phạt đánh 100 trượng và đày làm lĩnh thiết vệ.
Sau khi Trung quốc công Thạch Hanh bị chém năm 1460, Trần Tuần dâng sớ tự phạt, được phóng thích làm dân. Một năm sau ông qua đời.
Đến giữa niên hiệu Thành Hóa (1465-1488) thời Minh Hiến Tông, Vu Khiêm được giải oan, con trai Trần Tuần lấy đó làm ví dụ xin trợ cấp, Hiến Tông cho hồi phục chức quan và ban cho lễ nghi cúng tế.

## Thơ văn
Sáng tác của ông có:
- Phương Châu tập 10 quyển
- Đông hành bách vịnh tập
- Ngân châu trùng tu Viên Thông tự tháp ký.